# Versicherungsmakler (Schweiz)
Versicherungsmakler, auch als Versicherungsbroker bezeichnet, vermitteln im Auftrage der Versicherungsnehmer Versicherungsverträge mit Versicherungsgesellschaften. Sie vertreten die Interessen des Versicherungskunden und besitzen oft die Vollmacht des Kunden den Vertrag direkt abzuschliessen. Gegenüber dem Kunden haben sie umfassende Aufklärungs- und Beratungspflichten.
Versicherungsmakler sind ungebundene Versicherungsvermittler im Sinne des Versicherungsaufsichtsgesetzes und unterstehen der Aufsicht der Eidgenössischen Finanzmarktaufsicht (FINMA). Sie müssen sich in ein öffentliches Register eintragen lassen.

## Berufsbild und Berufsausübung
Der Versicherungsmakler ist Beauftragter des Versicherungskunden und hat, im Gegensatz zum Agenten, keinen Auftrag vom Versicherungsunternehmen. Er vermittelt Versicherungsverträge und berät den Versicherungsnehmer. Der Versicherungsmakler hat die Interessen seines Kunden treu und sorgfältig zu wahren.
In der Praxis überwacht er entweder das gesamte Versicherungsportefeuille seines Klienten oder den Versicherungsschutz zu einem bestimmten Risiko.
Aufsichtsrechtlich ist er ein Versicherungsvermittler und untersteht der Aufsicht der Eidgenössischen Finanzmarktaufsicht (FINMA).
Da er nicht an ein Versicherungsunternehmen vertraglich gebunden ist, muss er sich in ein öffentliches Register eintragen lassen.

Voraussetzungen für die Eintragung sind
- eine ausreichende berufliche Qualifikation und
- der Abschluss einer Berufshaftpflichtversicherung oder die Stellung gleichwertiger finanzieller Sicherheiten sowie
- dass er die persönlichen Voraussetzungen erfüllt.[6]

### Nachweis der beruflichen Qualifikation
Die Qualifikation des Maklers kann durch das Ablegen der Prüfung zum Versicherungsvermittler (vbv) vor dem Berufsbildungsverband der Versicherungswirtschaft nachgewiesen werden. Auch ist es möglich und ausreichend äquivalente in- oder ausländische Qualifikationen nachzuweisen.

Dies sind zum Beispiel:
- Versicherungsfachmann mit eidgenössischem Fachausweis
- Eidgenössisch diplomierter Versicherungsfachexperte
- Finanzplaner mit eidgenössischem Fachausweis
- Universitätslehrgang Akademischer Versicherungskaufmann (Österreich) mit Berufserfahrung
- Fachwirt für Finanzberatung IHK (Deutschland)
- Versicherungsfachwirt IHK (Deutschland)

### Persönliche Voraussetzungen
Der Versicherungsmakler muss
- handlungsfähig sein,
- darf nicht im Strafregister wegen mit der Versicherungsvermittlungstätigkeit unvereinbaren strafrechtlichen Handlungen eingetragen sein und
- es dürfen keine Verlustscheine gegen ihn vorliegen

## Das Vertragsverhältnis zwischen Kunde und Makler
Das Vertragsverhältnis zwischen dem Versicherungsnehmer und dem Versicherungsmakler wird in einem Maklervertrag geregelt.
Zu den Aufgaben des Maklers gehören umfassende und dauernde Aufklärungs- und Beratungspflichten hinsichtlich der Risiken sowie zu den bestehenden und zu neuen Deckungsmöglichkeiten
und der Produkteauswahl. Oftmals erhält der Versicherungsmakler auch die Vollmacht die Versicherungsverträge für seinen Klienten abzuschliessen.
Durch die Revision des Versicherungsaufsichtsgesetzes in 2004 wurden massgebliche Regelungen der EU-Vermittlerrichtlinie in Schweizerisches Recht umgesetzt. Allerdings besteht keine – unabhängig vom Auftragsverhältnis bestehende – gesetzliche Beratungspflicht des Versicherungsmaklers. Auch wurde die Dokumentationspflicht nicht in nationales Recht übernommen. Jedoch liegt die Beweislast dafür, dass auftragsgemäss geschuldete Beratung geleistet wurde, beim Versicherungsmakler.

## Vergütung des Maklers
Die Vergütung des Maklers erfolgt normalerweise durch das Versicherungsunternehmen.